# Olfersia
Olfersia là một chi ruồi hút máu thuộc họ ruồi rận Hippoboscidae. Có 7 loài.. Chúng đều sống ký sinh trên chim..

## Phân bố
Olfersia tìm thấy rộng khắp trừ Úc, nhưng tập trung nhiều ở Bắc và Trung Mỹ.

## Phân loại
- Chi Olfersia Leach, 1817

- Nhóm loài 'a'

- O. sordida Bigot, 1885

- Nhóm loài 'b'

- O. bisulcata Macquart, 1847
- O. fossulata Macquart, 1843
- O. fumipennis (J. Sahlberg, 1886)

- Nhóm loài 'c'

- O. aenescens C. G. Thompson, 1869
- O. spinifera (Leach, 1817)

- Nhóm loài 'd'

- O. coriacea van der Wulp, 1903